# مهرداد پهلبد
مهرداد پَهْلبُد (زاده شده به نام عزت‌الله مین‌باشیان؛ ۲۵ اسفند ۱۲۹۵ – ۱۸ مرداد ۱۳۹۷) هنرمند و دولت‌مرد ایرانی بود. او از ۱۳۴۳ تا ۱۳۵۷ نخستین وزیر فرهنگ و هنر ایران بود. پهلبد همسر شمس پهلوی دختر رضاشاه و خواهر محمدرضا پهلوی بود.
برادر وی، ارتشبد فتح‌الله مین‌باشیان، آجودان شخصی محمدرضا پهلوی و فرمانده نیروی زمینی ارتش شاهنشاهی ایران بود.

## خانواده
پهلبد از خانواده‌ای فرهنگ دوست بود. پدر او نصرالله مین‌باشیان (نصرالسلطان) از موسیقی‌دانان سرشناس دوره قاجاریان بود. عموی وی غلامحسین مین‌باشیان نیز در دوره پادشاهی رضاشاه، رئیس اداره موزیک شهرداری و پس از آن رئیس هنرستان موسیقی بود. مدیریت او بر نشریه «مجله موسیقی» همزمان با همکاری افرادی چون صادق هدایت و نیما یوشیج و عبدالحسین نوشین بود. مهرداد پهلبد نیز از کودکی به نواختن ویولن و پیانو پرداخت.

## تحصیل
پهلبد دبستان و دبیرستان (دبیرستان فیروزبهرام) را در تهران گذراند. او سپس وارد دانشکده فنی دانشگاه تهران شد و در سال ۱۳۲۰ مدرک مهندسی راه و ساختمان را از این دانشگاه اخذ کرد و برای ادامه تحصیل به کالیفرنیا ایالات متحده آمریکا رفت. اما به خاطر جنگ جهانی دوم به سوئیس فرستاده شد. در آنجا مدرک معماری را از دانشگاه لوزان گرفت.

## ازدواج
در سال ۱۳۲۴ با شمس پهلوی ازدواج کرد. همزمان با این ازدواج نام و نام فامیل خود را به «مهرداد پهلبد» تغییر داد. در این زمان تاریخ تولد وی نیز در مدارک سه سال بزرگتر ذکر شد، تا دیگران متوجه نشوند که از همسر خود جوانتر است.
این ازدواج باعث نزدیکی عاطفی تاج‌الملوک آیرملو مادر شمس شد. به گونه‌ای که تا آخرین لحظات مرگ تاج الملوک (مادر محمدرضاشاه و شمس)، پهلبد به عنوان تنها داماد مورد اعتماد وی، همه امور زندگی تاج‌الملوک را زیر نظر داشت. نمونه این اعتماد، هنگامی بود با خیزش نهضت ملی‌شدن نفت، تاج‌الملوک و دخترانش مجبور به ترک ایران و زندگی در پاریس شدند. در آن جا اداره خانواده و گروه همراهان بیست نفره و دارایی‌های تاج‌الملوک به پهلبد سپرده شد.

## مسیحیت
مهرداد پهلبد و شمس پهلوی در اواخر دهه ۱۹۴۰، در مصر و پنهانی به مسیحیت کاتولیک گرویدند که در یک کشور اسلامی موضوعی بسیار حساس بود. محمدرضا شاه افشای مسیحی بودن خواهر خود را برای پادشاهی، مضر می‌دید. به گونه‌ای که هنگامی که در سال ۱۳۵۳ آن دو به دیدار پاپ در واتیکان رفتند، به دستور شاه، چاپ خبر و نگاره آنها در روزنامه‌ها ممنوع شد.

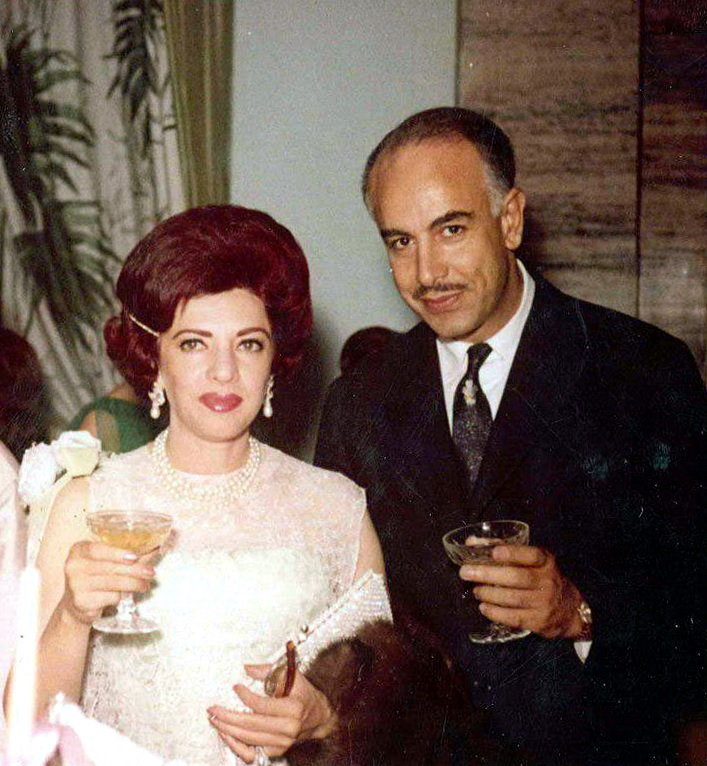
پهلبد و همسرش شمس پهلوی

## وزارت
پس از کودتای ۲۸ مرداد و سقوط دولت محمد مصدق و بازگشت خانواده پادشاهی به تهران، مهرداد پهلبد به معاونت هنری وزارت فرهنگ (وزارت آموزش و پرورش کنونی) منصوب شد. ظاهراً بانی این منصب برای مهرداد پهلبد، مادرزنش تاج‌الملوک (مادرشمس و محمدرضا پهلوی) بوده‌است و تاج‌الملوک این مقام را برای پهلبد به ارمغان آورده‌است. در سال ۱۳۴۳ همزمان با انقلاب سفید وارد کابینه دوم حسنعلی منصور شد و وزارت جدید فرهنگ و هنر را برای چهارده سال برعهده گرفت. این وزارت، مدیریت امور مربوط به موسیقی، تئاتر، فیلم، و کتاب (همچنین اداره بازبینی و صدور مجوز کتاب که پس از انقلاب ۱۳۵۷ ایران در وزارت فرهنگ و ارشاد اسلامی (کنونی) جمع شد) را بر عهده داشت.

### تأسیس کر ملی ایران
مهرداد پهلبد به داشتن یک کر ملی ایران برای اجرای آثار ایرانی گرایش داشت و این کار را به آلفرد ماردویان سپرد.

### زاویه با دیگر نهادها
با وجود اینکه جایگاه پهلبد در دوره نخست‌وزیری سیزده ساله امیرعباس هویدا دست نخورده ماند، اما با برخی نهادهای درباری زاویه پیدا کرد. یکه‌تازی وزارت فرهنگ و هنر، با ورود تیم فرهنگیان فرح پهلوی و کنش‌های اجتماعی و تأسیس نهادهای زیر نظر وی، و مهم‌تر از آن تأسیس سازمان رادیو تلویزیون ملی ایران و کانون پرورش فکری کودکان و نوجوانان از دست رفت. زیر نظر فرح پهلوی، یک گروه متجددتر، مدرن‌تر، و کارآمدتر از نیروی انسانی وزارت فرهنگ و هنر، در نهادهای زیر نظر فرح گرد آمدند. آن چنان‌که در زمینه موسیقی، رونق ارکستر فرهنگ و هنر گرفته شد و به نهادهایی مانند جشن هنر شیراز و رادیو تلویزیون ملی واگذار شد. یا نوگرایانی که به دلیل سامانه دیوان‌سالاری وزارت فرهنگ و هنر نمی‌توانستند در آن جذب شوند، گوی سبقت را از اداره معتبر نمایش (از اداره‌های وابسته به وزارت فرهنگ و هنر) ربودند.

### انتقادها
از جمله مهمترین خرده‌گیری‌های هنرمندان و روشنفکران به وزارت فرهنگ و هنر، تجمل‌گرایی و تشریفات درباری سخت آن بود که به عنوان شعبه‌ای از دربار شاهنشاهی به حساب می‌مانست. وجود اداره سانسور کتاب، برای سالیان دراز، باعث بدگمانی و خصومت روشنفکران و نویسندگان نسبت به آن وزارتخانه می‌شد. بعدها به خواست پهلبد و تصویب پادشاه اداره بازبینی کتاب و نشریات به وزارت اطلاعات (وزارت فرهنگ و ارشاد اسلامی کنونی) واگذار شد.

### دستاوردها
از نخستین کارهای او، بالا بردن سطح اجتماعی هنرمندان از «مُطرِب» به «هنرمند» بود. تأسیس خانه‌های فرهنگ و هنر در شهرهای مختلف ایران، موزه‌ها، سازمان ملی فولکلور ایران، سازمان باله ملی ایران، حمایت از ساخت فیلم مستند و معرفی سینمای ایران در جهان، ساخت تالارهایی مانند تالار رودکی (تالار وحدت کنونی) از دستاوردهای وزارت فرهنگ و هنر هستند.

## پس از انقلاب
با بالاگرفتن انقلاب ۱۳۵۷ ایران مهرداد پهلبد به همراه همسر و مادر سالخورده و بیمار پادشاه، از ایران خارج شد. آنان مدتی را در کشور ترینیداد و توباگو گذراندند. او تا آخرین لحظات مرگ مادر محمدرضا شاه، نزدیک‌ترین فرد به تاج‌الملوک باقی ماند. او پس از انقلاب در لس‌آنجلس اقامت داشت.
مهرداد پهلبد در ۱۸ مرداد ۱۳۹۷ در لس آنجلس کالیفرنیا و در سن ۱۰۱ سالگی درگذشت.